# ألفرد هيل (لاعب كريكت)
ألفرد هيل (8 أبريل 1887 في المملكة المتحدة - 20 أغسطس 1959 في المملكة المتحدة) هو لاعب كريكت ماليزي. لعب مع نادي وارويكشاير للكريكيت ‏.